# Phalaenopsis lueddemanniana
Phalaenopsis lueddemanniana là một loài lan đặc hữu của Philippines.

## Hình ảnh

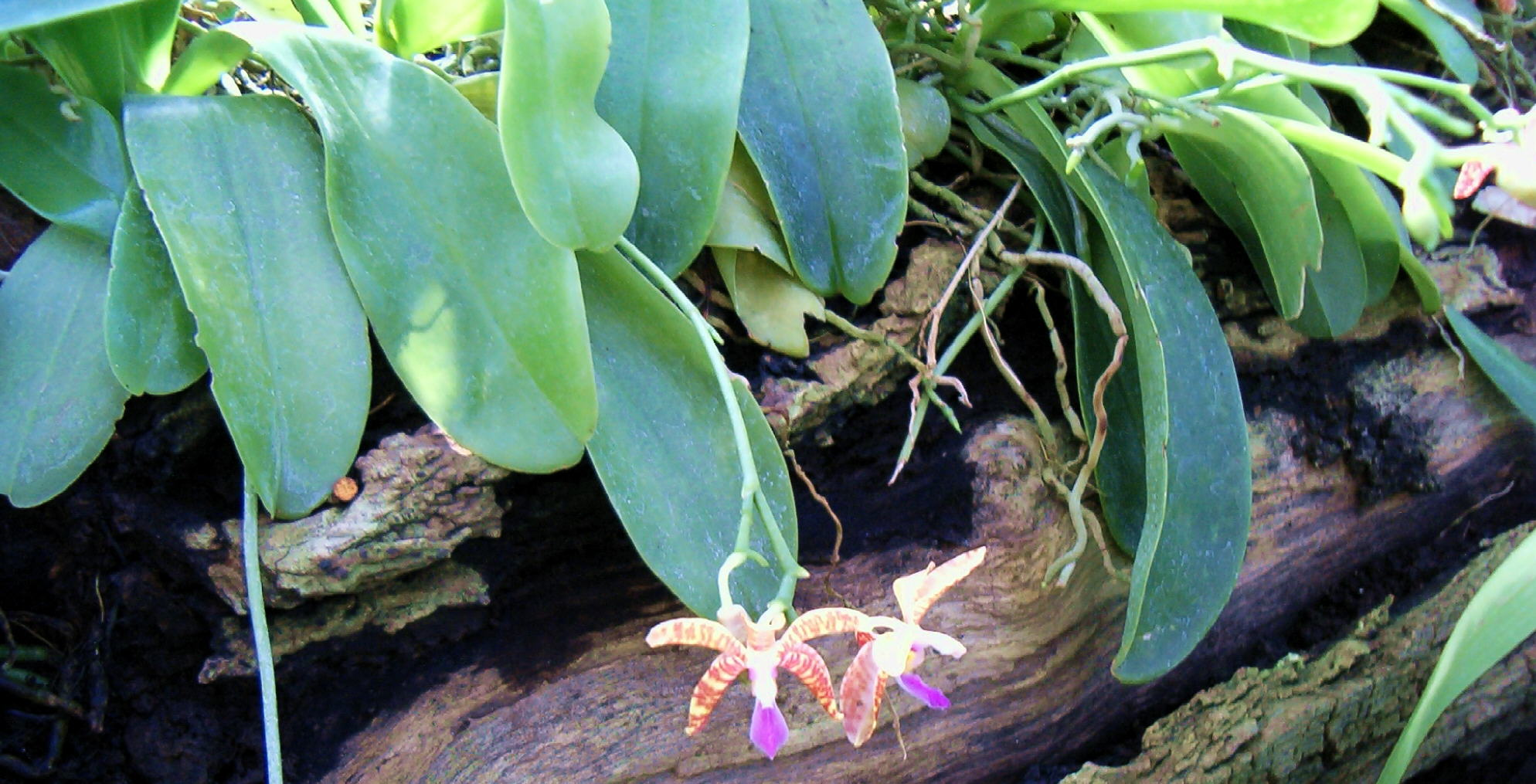
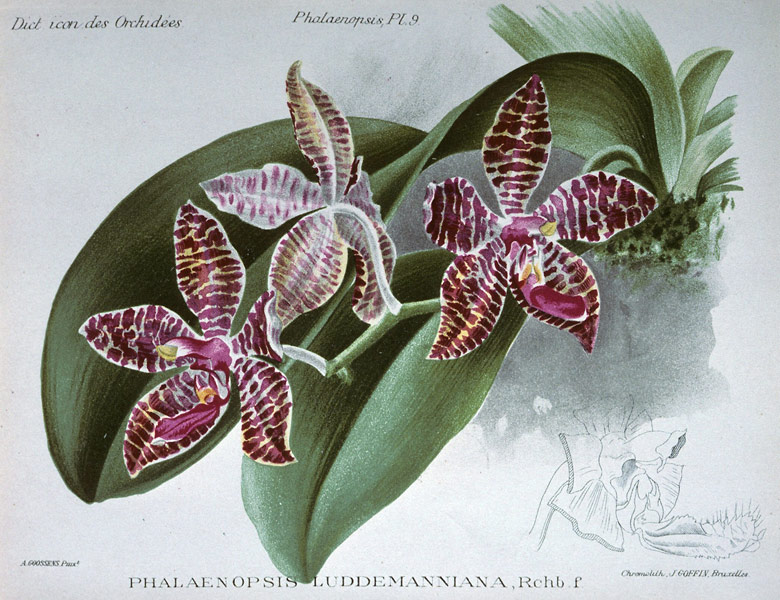
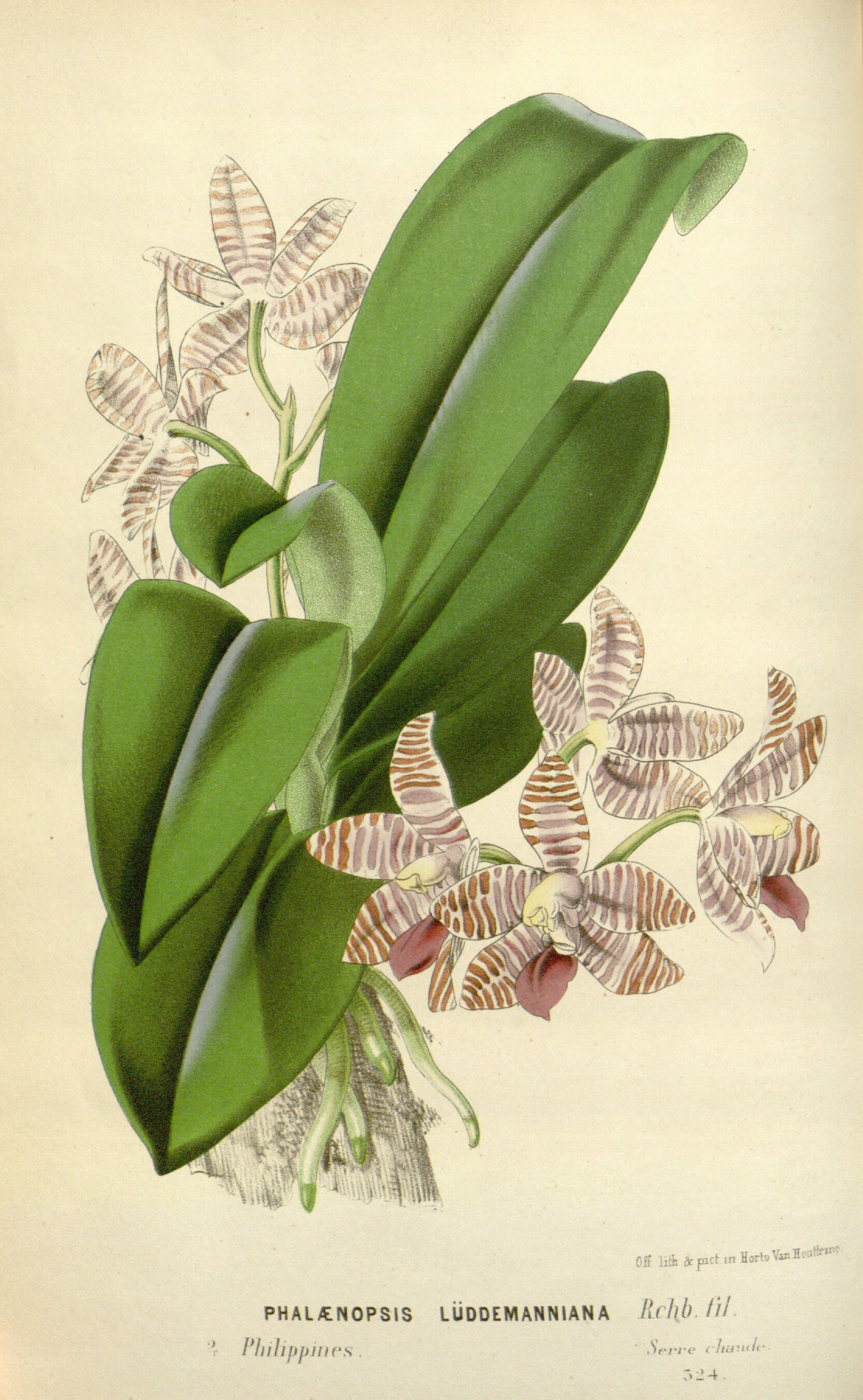
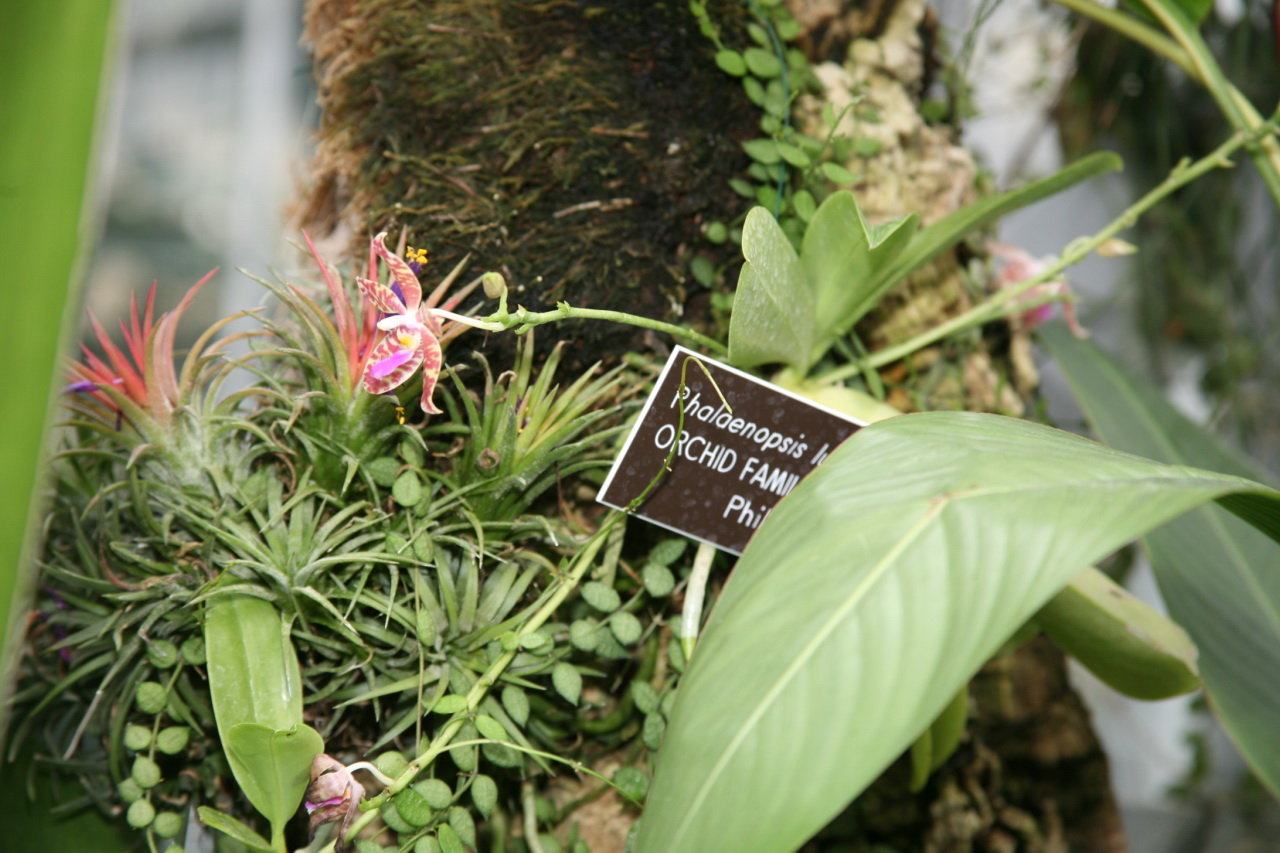